# آنا ماری هان
آنا ماری هان (انگلیسی: Anna Marie Hahn؛ ۷ ژوئیه ۱۹۰۶ – ۷ دسامبر ۱۹۳۸) آدم‌کشی زنجیره‌ای اهل آلمان بود. او متهم به قتل پنج نفر بود. در دادگاه پس از بررسی پرونده حکم اعدام وی را صادر کرد. او با صندلی برقی اعدام شد.